# Schenklengsfeld
Schenklengsfeld är en kommun och ort i Landkreis Hersfeld-Rotenburg i Regierungsbezirk Kassel i förbundslandet Hessen i Tyskland.
De tidigare kommunerna Konrode, Oberlengsfeld, Unterweisenborn och Wehrshausen uppgick i Schenklengsfeld 1 februari 1971 följt av Dinkelrode, Landershausen, Malkomes och Schenksolz 31 december 1971. Erdmannrode, Hilmes, Wippershain och Wüstfeld uppgicl i kommunen 1 augusti 1972. Lampertsfeld hade uppgått i kommunen redan 1 april 1962.